# 厄尔·韦尔斯
厄尔·韦尔斯（英語：Earle Wells，1933年10月27日—2021年10月1日），新西兰男子帆船运动员。他曾代表新西兰参加1964年夏季奥林匹克运动会帆船比赛，联同赫尔默·彼泽森获得一枚金牌。